# Décollage (revue)
Décollage était une revue française d’aviation.

## Généralités
Publiée pour la première fois le 22 mars 1946, la revue Décollage était consacrée à l’actualité de l’aviation. Elle était sous-titrée « le magazine de l'aviation mondiale » et comportait 16 pages au format journal.
Le dernier numéro (no 111) a paru le 3 juin 1948.
La collection complète de Décollage est disponible dans Gallica, bibliothèque numérique de la Bibliothèque nationale de France.

## Journalistes
Jacques Nœtinger est connu pour y avoir travaillé et avoir eu la disposition du SUC-10 Courlis acheté par le journal.